# Nicola Coughlan
Nicola Coughlan, född 9 januari 1987 i Galway, är en irländsk skådespelare.
Coughlan spelade rollen som Clare Devlin i humorserien Derry Girls från 2018 till 2022. Hon har även medverkat i TV-serien Familjen Bridgerton. Hon har även medverkat i filmerna Legends of Valhalla - Thor och Den lilla tygkaninen.

## Filmografi (i urval)
- 2011 – Legends of Valhalla - Thor
- 2018–2022 – Derry Girls (TV-serie)
- 2020–2024 – Familjen Bridgerton (TV-serie)
- 2023 – Den lilla tygkaninen
- 2024 – Big Mood
- 2026 – Goat – bäst i världen
- 2026 – The Magic Faraway Tree